# 世鐸

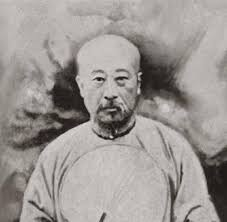
禮恪親王世鐸

宗室世鐸（穆麟德轉寫：uksun šido，1843年7月27日（道光二十三年七月初一）—1914年1月8日（民國二年十二月十三）），愛新覺羅氏，禮親王代善九世孫，祜塞八世孫，全龄第三子。
道光三十年（1850年），襲禮親王。同治元年（1862年）正月授内大臣、三年十月（1864年）授宗人府右宗正。光緒十年（1884年），入值軍機處，命在軍機大臣上行走。十一年（1885年），出任領班軍機大臣。光緒親政，世鐸請解軍機大臣職，慈禧不允。二十七年（1901年）七月，罷直，任宗人府宗令。宣統三年（1911年），任皇族内閣弼德院顧問大臣。民國四年卒，享寿七十岁，諡號恪。

## 家族
- 父：禮和親王全齡
- 母：三繼福晉張佳氏[1]
- 妻妾：[1]
  - 嫡福晉博爾濟吉特氏
- 子：[1]

1. 禮敦親王誠厚，母嫡福晉博爾濟吉特氏
2. 禮親王誠堃，裕定子，母妾梁氏